# Krnjince
Kërnicë en albanais et Krnjince en serbe latin (en serbe cyrillique : Крњинце) est une localité du Kosovo située dans la commune/municipalité de Klinë/Klina et dans le district de Pejë/Peć. Selon le recensement kosovar de 2011, elle compte 794 habitants.

## Démographie

### Évolution historique de la population dans la localité
| 1948 | 1953 | 1961 | 1971 | 1981 | 1991 | 2011 |
| ---- | ---- | ---- | ---- | ---- | ---- | ---- |
| 430  | 440  | 478  | 533  | 639  | 680  | 794  |

|  |

### Répartition de la population par nationalités (2011)
En 2011, les Albanais représentaient 99,62 % de la population.